# Isshikia isshikii
Isshikia isshikii es una especie de insecto coleóptero de la familia Chrysomelidae.
Fue descrita científicamente en 1961 por Chujo.